# Pistolet maszynowy K50
K50 – wietnamski pistolet maszynowy.

## Historia
W latach pięćdziesiątych XX wieku armia Wietnamu Północnego otrzymała duże ilości radzieckich pistoletów maszynowych PPSz i ich chińskich kopii Type 50. Były to dobre pistolety maszynowe, ale zbyt ciężkie i nieporęczne dla drobnych Wietnamczyków. Dlatego w lokalnych zakładach zaczęto je przebudowywać. W celu zmniejszenia masy pozbawiano je drewnianej kolby, którą zastępowała kolba wysuwana skopiowana z francuskiego pistoletu maszynowego MAT 49. Skracano także osłonę lufy, która sięgała po przebudowie tylko do jej połowy. Pod komorą zamkową mocowano chwyt pistoletowy skopiowany z karabinka AK. Tak przebudowany pistolet maszynowy (oznaczony jako K50) był lżejszy i poręczniejszy od PPSz, w czasie walk miejskich lub w dżungli.
Pistolet maszynowy K50 był produkowany w kilku mało różniących się odmianach. Nie jest do końca jasne czy wszystkie K50 powstały przez przebudowę PPSz, czy też część była budowana od podstaw. Pistolety maszynowe K50 były używane przez Vietcong podczas wojny wietnamskiej.

## Opis techniczny
Pistolet maszynowy K50 działał na zasadzie odrzutu zamka swobodnego. Zasilanie w naboje z pudełkowego, łukowego magazynka o pojemności 35 nabojów, podczepianego od dołu broni. Z prawej strony znajdowało się okno wyrzutnika łusek. Do zabezpieczenia pistoletu przy zamku napiętym lub zwolnionym służył bezpiecznik suwakowy w rączce zamka, wsuwany w wycięcia w tylnej i przedniej części komory zamkowej. Mechanizm spustowy wyposażony był w przełącznik rodzaju ognia (ogień pojedynczy/seryjny), umieszczony przed spustem w kabłąku spustowym. Pokrywa komory zamkowej przechodziła w osłonę lufy sięgającą 2/3 jej długości. Celownik przerzutowy o nastawach 100 i 200 metrów. Muszka stała, w osłonie, umieszczona na podstawie zamocowanej na końcu lufy. Kolba metalowa, wysuwana.